# Hindenburgdamm
Koordinaten: 54° 53′ 4″ N, 8° 33′ 0″ O

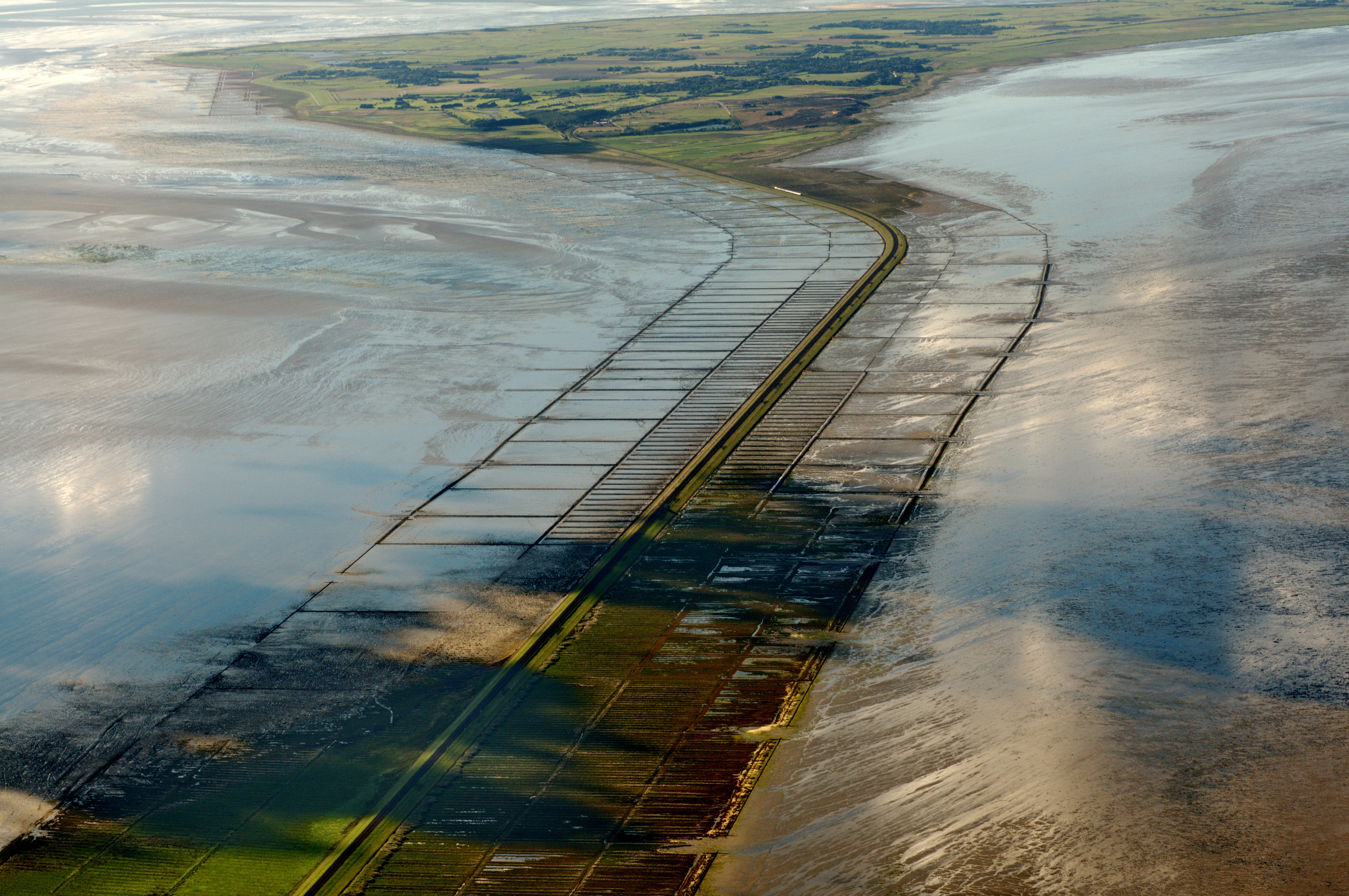
Hindenburgdamm, Blick vom Festland nach Westen zur Insel Sylt

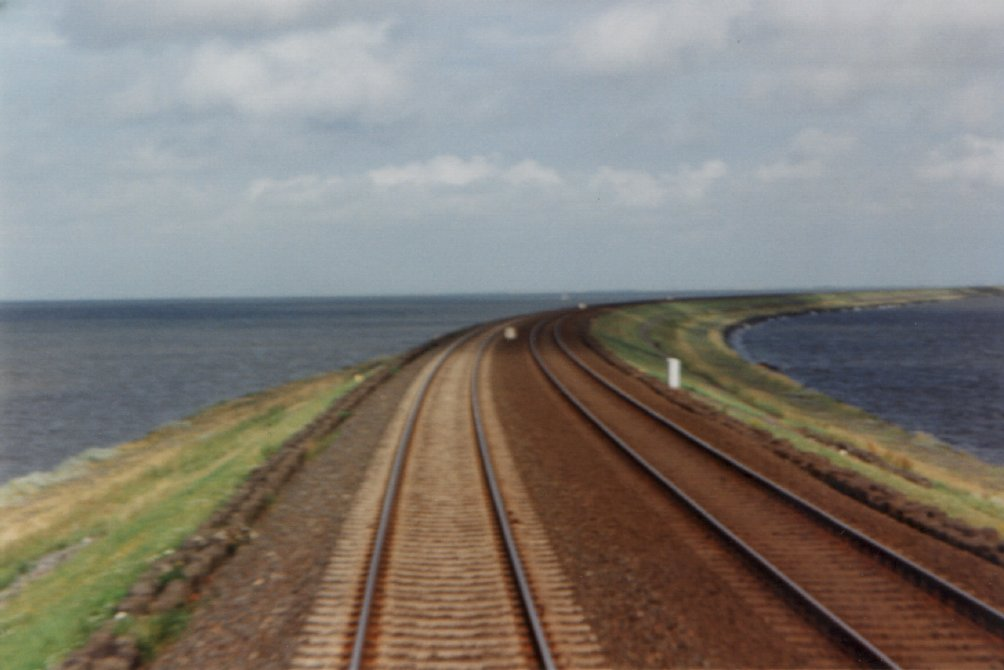
Hindenburgdamm

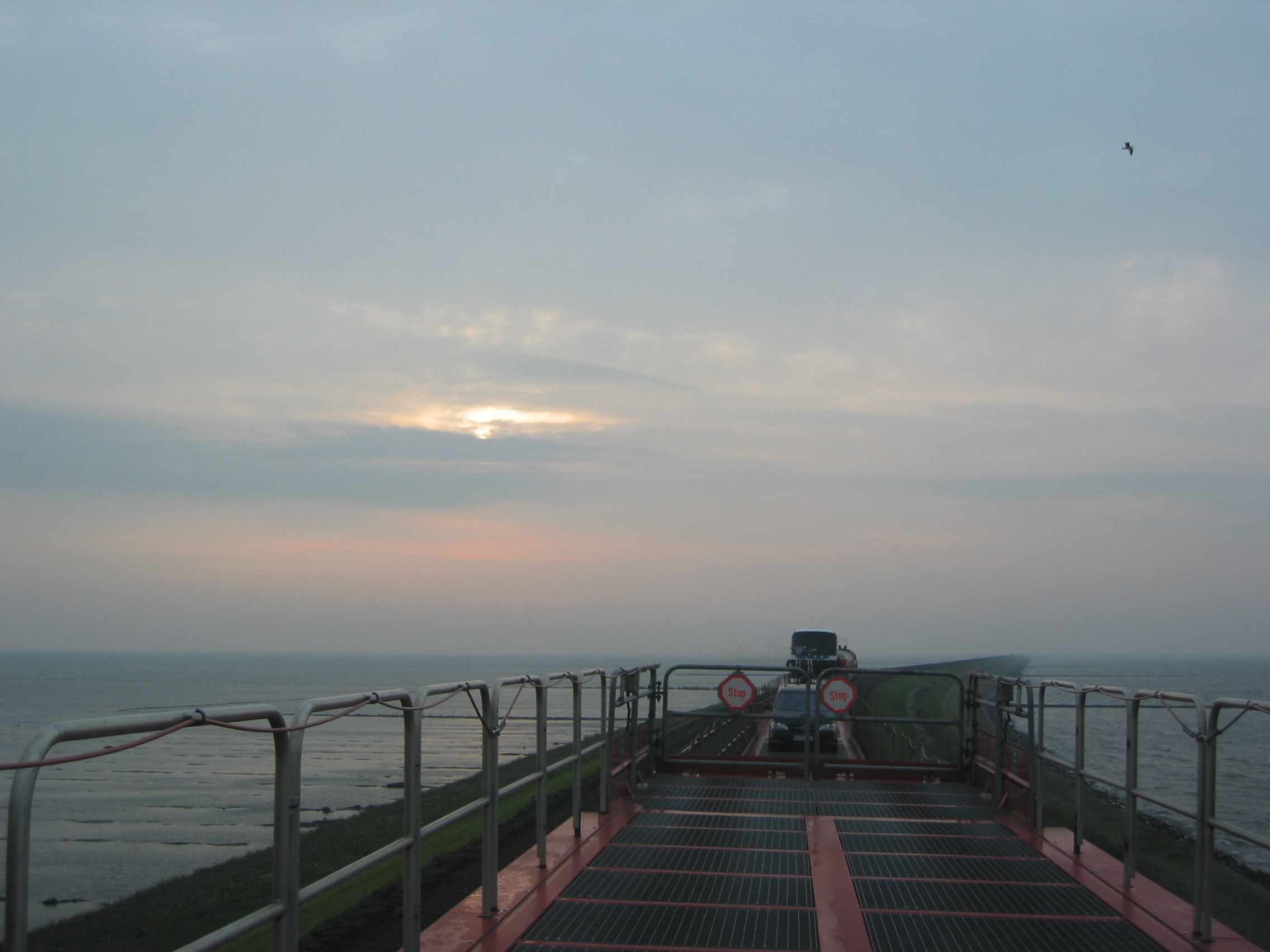
Autozug auf dem Hindenburgdamm

Der Hindenburgdamm ist der Eisenbahndamm, der die nordfriesische Insel Sylt an das Festland der Kimbrischen Halbinsel anbindet. Der Damm wurde am 1. Juni 1927 nach einer Bauzeit von vier Jahren eröffnet und dient ausschließlich dem Eisenbahnverkehr. Er ist Bestandteil der Marschbahn von Elmshorn nach Westerland. Ursprünglich eingleisig erbaut und später zunächst mit einer Ausweichstelle versehen, ist der Damm seit 1972 durchgängig zweigleisig ausgebaut. Der Damm ist insgesamt 11,3 km lang; aufgrund der später erfolgten Landgewinnung im Zuge der Eindeichungen des Friedrich-Wilhelm-Lübke-Koogs und Rickelsbüller Koogs liegen heute hiervon bloß noch 8,1 km im Bereich des Nordfriesischen Wattenmeeres.
Die Namensgebung nach Paul von Hindenburg ist häufiger Gegenstand von Diskussionen.

## Geschichte

### Die Situation vor dem Dammbau
Nach Ende des Deutsch-Dänischen Krieges 1864 gehörten Sylt und Westerland zum neuen Kreis Tondern. Das Seebad Westerland gewann zunehmend an Bedeutung. Die Marschbahn führte 1887 bereits von Altona über Husum und Niebüll nach Tondern. Von dort aus erhielt sie eine Zweigstrecke bis zum Umschlaghafen Hoyerschleuse, von dem aus Raddampfer zum Sylter Hafen Munkmarsch verkehrten, um den wachsenden Verkehr nach Sylt zu bedienen.
Die Verbindung war tidenabhängig, und im Winter schob sich gelegentlich das Eis im Wattenmeer zu einer unüberwindlichen Barriere zusammen. So dauerte die Überfahrt rund sechs Stunden, bei widrigen Witterungs- und Strömungsbedingungen auch länger. In der Zeit von 1875 bis 1876 führte Ludwig Meyn Untersuchungen und Bohrungen im Wattenmeer vor Sylt zum Bau eines Dammes vom Festland zur Sylter Ostspitze Nösse durch. Die zunehmende Bedeutung Westerlands als Seebad führte schließlich 1910 zur Aufnahme der amtlichen Planungen, 1914 begannen Bauvorbereitungen, die aber durch den Ersten Weltkrieg unterbrochen wurden. Als Folge des Kriegs kamen Tondern und Hoyerschleuse 1920 zu Dänemark; Sylt verblieb nach einer Volksabstimmung bei Deutschland. Nun mussten deutsche Reisende, um den Festlandsfährhafen nach Sylt zu erreichen, die neue Grenze überqueren und benötigten dafür ein Visum, dies erhöhte die Dringlichkeit zum Bau eines Dammes auf deutschem Staatsgebiet. Zwar wurde die Visumpflicht 1922 durch eine Transitregelung mit plombierten Zügen über dänisches Gebiet und Überwachung des Umsteigens in Hoyerschleuse durch den dänischen Zoll abgelöst, doch hatte sich Dänemark dazu nur für eine begrenzte Zeit und nur unter der Bedingung bereitgefunden, dass das Deutsche Reich diese Zeit nutzt, um einen neuen Zugang nach Sylt vom deutschen Festland aus zu schaffen.

### Der Bau des Damms

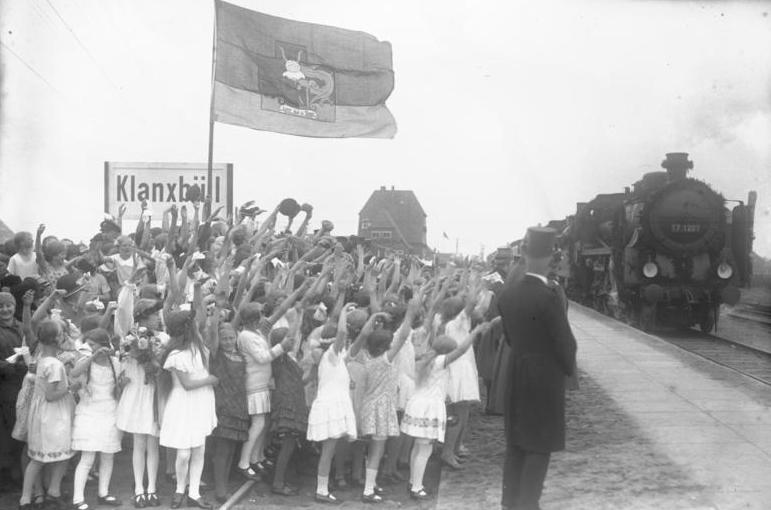
Eröffnung am 1. Juni 1927

Auf Grund der geringen Kapazität der Straßen nordwestlich von Niebüll wurde 1922 ein Gleis nach Klanxbüll verlegt, auf dem der Materialtransport erfolgte. 1923 wurde schließlich mit dem Bau des Eisenbahndammes begonnen. Vier Monate nach Baubeginn spülte eine Sturmflut das bis dahin Geschaffene fort. Nach dieser Erfahrung wurde die Trasse weiter nach Norden gelegt. Der Damm wurde von den Firmen Philipp Holzmann in Frankfurt am Main (vom Festland her) und Peter Fix Söhne in Duisburg (von Sylt her) unter der Regie des Preußischen Wasserneubauamtes Dammbau Sylt in Husum erbaut; Vorstand des Neubauamtes war der Ingenieur Hans Pfeiffer. Zwischen Buschlahnungen und Spundwänden wurde ein Spülfeld geschaffen. Aber erst zum Herbst 1923, nach den eingetretenen Sturmflutschäden, kam die rettende Idee, den Baufortschritt durch das zusätzliche Setzen von Spundwänden nachhaltiger abzusichern. 1.000 bis 1.500 Arbeiter waren als Dammbauer tätig. In dem vier Jahre dauernden Bauprozess wurden über drei Millionen Kubikmeter Sand und Klei sowie 120.000 Tonnen Steine vom Festland angefahren. Der Damm erhielt den Querschnitt eines zweiseitigen Seedeiches mit 50 Meter Fußbreite und 11 Meter Kronenbreite. Erst 1926 war es geschafft, die Bahngleise durchgängig bis zum Endpunkt fertigzustellen. Nun war Eile geboten, das Bahnhofsgebäude und die Zufahrtswege fertigzustellen, da der Eröffnungstermin bereits festgelegt war.
Die Baukosten für den Damm beliefen sich auf 18,5 Millionen Reichsmark, was heute inflationsbereinigt etwa 82,2 Millionen Euro entspräche. Das ergibt etwa 1700 Mark (7.600 Euro) pro Meter – so viel kostete auch ein zweigleisiger Tunnel. Um die Baukosten für das Gesamtprojekt samt Zufahrtstrecken in Höhe von 25 Millionen Mark (111,1 Millionen Euro) aufzufangen, wurde für die Fahrt über den Hindenburgdamm ein Zuschlag zum Preis einer Fahrt von 40 Kilometer Länge eingeführt. Der Zuschlag wurde ab 1933 schrittweise gesenkt und fiel 1940 weg.
Im Zusammenhang mit den befürchteten Strömungsänderungen durch den Dammbau wurden im Festlandsbereich nördlich und südlich des Dammes je etwa 600 Meter Anwachs mit neuen, höheren Deichen eingedeicht, so dass der Wiedingharder Neue Koog und der Dreieckskoog entstanden.

### Namensgebung
Der Damm wurde nach dem damaligen Reichspräsidenten Paul von Hindenburg benannt, der die Eisenbahnverbindung am 1. Juni 1927 eröffnete und als einer der ersten Passagiere im Eröffnungszug vom Festlandbahnhof Klanxbüll nach Westerland auf Sylt fuhr. Beim anschließenden Frühstück im Kurhaus von Westerland taufte Julius Dorpmüller, der Generaldirektor der Deutschen Reichsbahn, den Damm auf den Namen Hindenburgdamm.
Seit dem Zweiten Weltkrieg steht der Name Hindenburgdamm immer wieder in der Kritik, da Hindenburg als Wegbereiter Adolf Hitlers gesehen wird. Es gab zahlreiche Initiativen, eine andere Bezeichnung für den Damm zu finden. Vorschläge wie „Sylt-Damm“, „Friedens-Damm“ und „Nordfriesland-Damm“ konnten sich jedoch bisher nicht durchsetzen.
Die Deutsche Bahn führt das Bauwerk intern unter der Nummer 2010. Nach Angaben der Deutschen Bahn seien Tunnel die „einzigen Eisenbahnbauwerke, die offiziell getauft werden“. Dennoch verwendet die Deutsche Bahn teilweise den Begriff Hindenburgdamm.

## Natur und Umwelt
Der Damm unterbrach den Gezeitenstrom, der bis dahin zwischen dem Festland und Sylt floss. Es wird heute vermutet, dass die dadurch verursachte Änderung der Strömungsverhältnisse mitverantwortlich für den erheblichen Landverlust an der Hörnum-Odde am Südende von Sylt ist.
Der Damm liegt in der besonders geschützten Zone I des Nationalparks Schleswig-Holsteinisches Wattenmeer, die nicht betreten oder befahren werden darf. Wattwanderungen sind in diesem Teil des Wattenmeeres darüber hinaus auch deswegen nicht erlaubt, da die Tidenströme dort sehr stark sind.

## Bahnverkehr

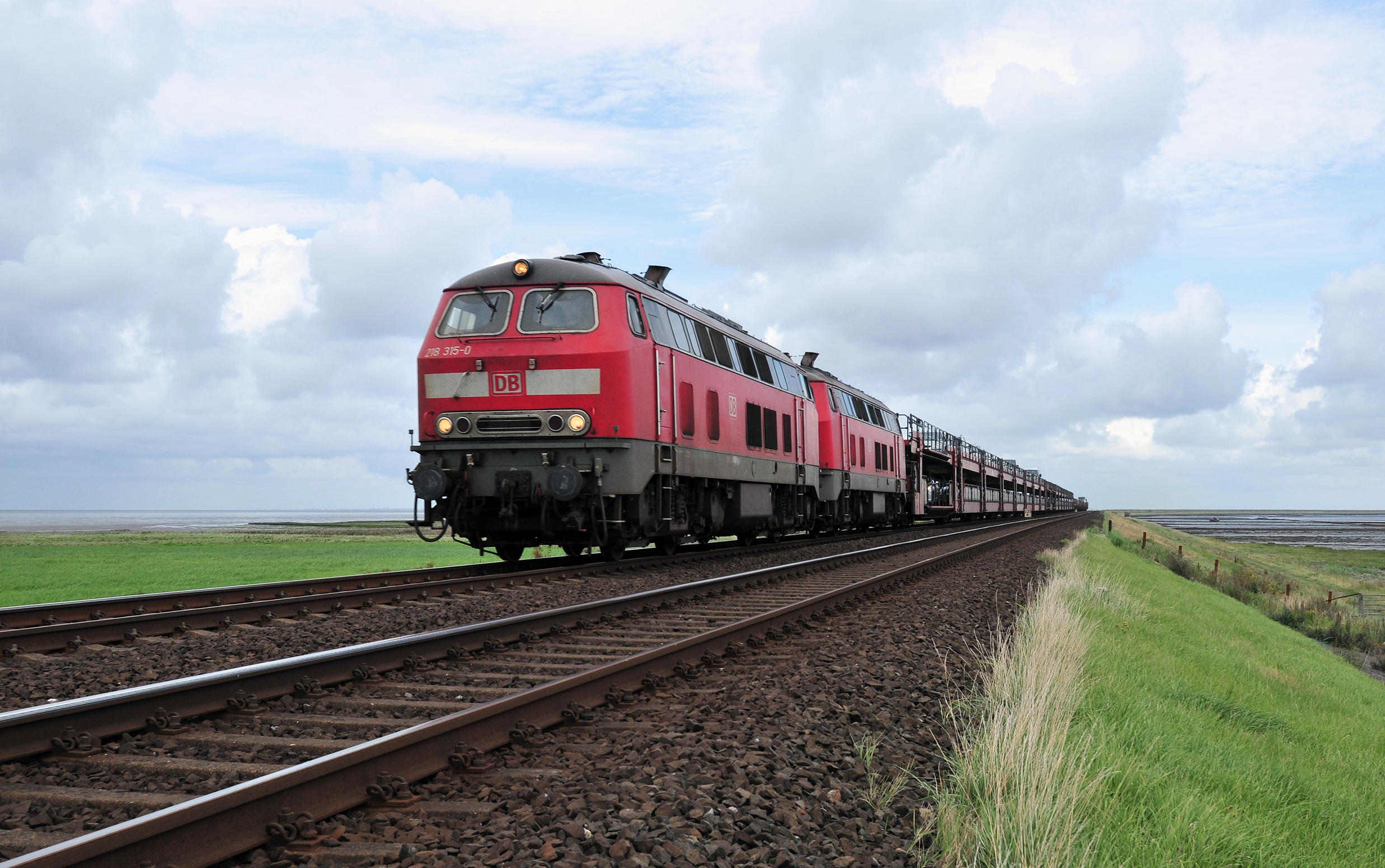
Sylt-Shuttle Richtung Westerland am Ende des Hindenburgdammes

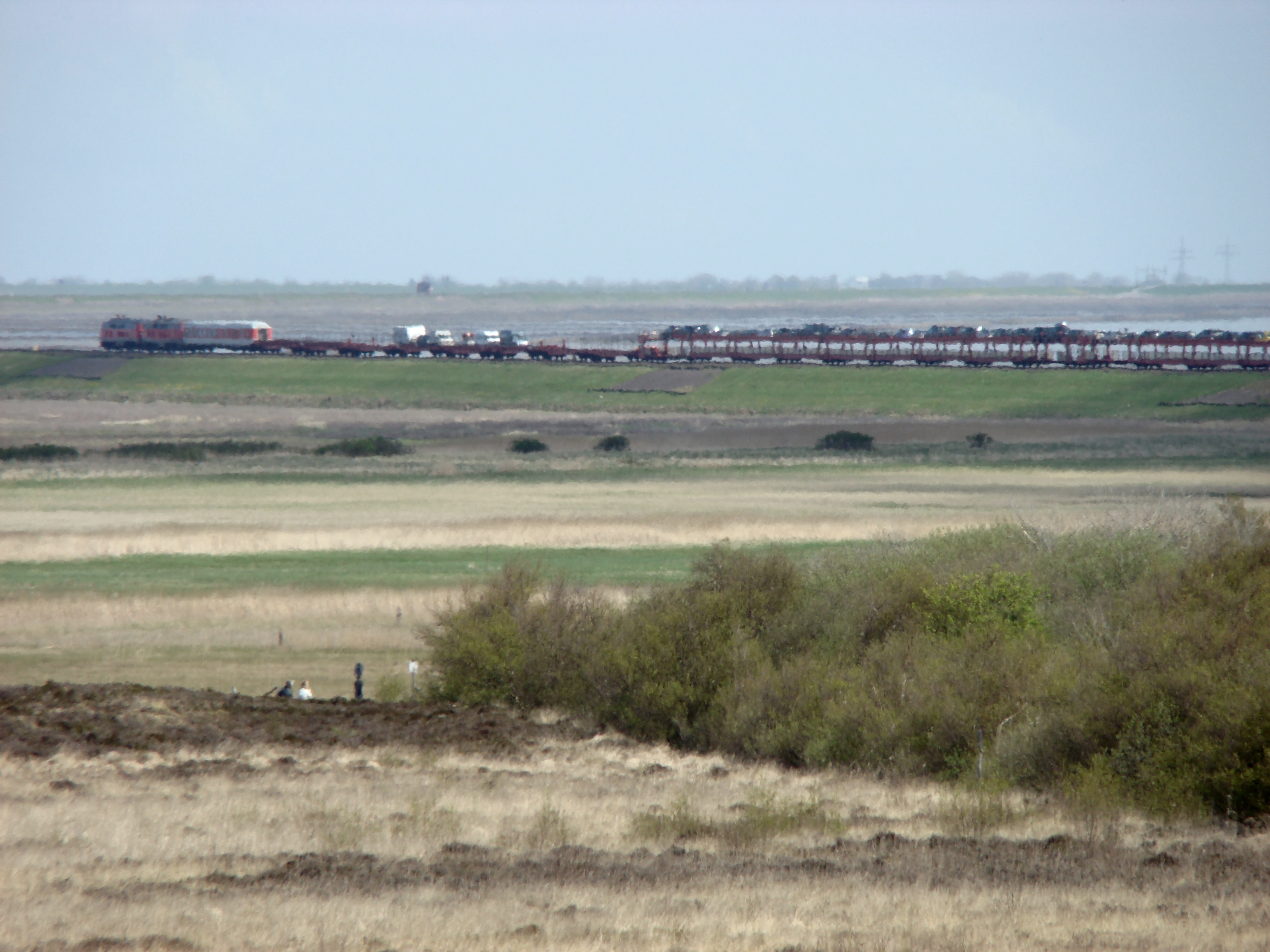
Autozug auf dem Hindenburgdamm Richtung Festland

Autozug Richtung Westerland am Ende des Hindenburgdammes in Morsum/Sylt

### Verladung von Kraftfahrzeugen
Ab 1932 wurden auch Kraftfahrzeuge mit dem Zug nach Sylt befördert. Bis zum Zweiten Weltkrieg wurden sie nach Sylt nur als Wagenladungen transportiert. Täglich wurde ein Güterzug gefahren, der während der Sommersaison um einen reinen Kfz-Güterzug täglich ergänzt wurde.
Die Fahrzeuginsassen durften ab 1950 in den Fahrzeugen verbleiben, die nun nicht mehr mit Sicherungsseilen verzurrt wurden.
Ab 1951 gab es spezielle Autotransportzüge, die als Naheilzüge eingesetzt wurden. Anfangs fuhren die Autozüge viermal täglich. Im Folgejahr fuhren Autozüge sechsmal pro Tag. Bald drohte die Kapazität für den Transport von Kraftfahrzeugen an ihre Grenzen zu stoßen und der Wunsch nach dem Bau einer Straßenverbindung nach Sylt wurde immer lauter.
1955 wurden zur Kapazitätssteigerung Kreuzungsmöglichkeiten auf dem Damm und auf dem Festland bei Lehnshallig geschaffen. Ostern 1957 wurden 450 Fahrzeuge übergesetzt. Nach Abschluss der Beschleunigungsarbeiten wurde die Strecke bis Morsum auf Sylt 1957 zur Hauptbahn heraufgestuft. Ab 1960 wurden Kraftfahrzeuge nur noch in reinen Autozügen befördert. 1961 wurden neue doppelstöckige Autotransportwagen in Betrieb genommen. 1964 kamen neue doppelstöckige Gliedertransportwagen zum Einsatz. Seit 1972 ist die Strecke auf dem Damm zweigleisig. Seit einigen Jahren verkehren die Züge als Sylt-Shuttle, seit 2016 auch als RDC Autozug Sylt. Von 1997 bis 2013 war für den Autoverladeverkehr die DB AutoZug zuständig. Diese wurde Ende September 2013 aufgelöst und auf DB Fernverkehr verschmolzen.
Am 20. Januar 2011 entschied das Oberverwaltungsgericht für das Land Nordrhein-Westfalen, dass DB AutoZug Bedingungen festlegen muss, wie die Verladeterminals von anderen Anbietern mitgenutzt werden können.

### Sonstiger Bahnverkehr
Im Personenfernverkehr nutzen vor allem Urlauber den Hindenburgdamm zur Fahrt nach Sylt. Mehrmals täglich verkehren Intercity-Züge über den Damm. Regionalzüge der Deutschen Bahn fahren etwa im Stundentakt; sie dienen unter anderem der Beförderung von Pendlern aus dem Bereich Niebüll. Der Güterverkehr zur Versorgung der Insel wird im Wesentlichen über den Hindenburgdamm per Lkw gefahren und nutzt überwiegend den Sylt-Shuttle. In Westerland befinden sich mehrere Gleisanschlüsse zur Direktbelieferung mit Güterwagen; diese werden jedoch kaum noch genutzt.
Der Sylt-Shuttle-Plus wurde nach acht Betriebsjahren 2024 eingestellt.

### Bahnhof/Blockstelle „Hindenburgdamm“

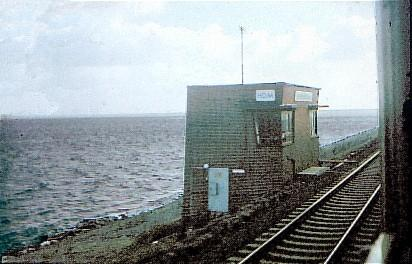
Blockstelle HDM mitten auf dem Hindenburgdamm (1978)

Im Jahre 1955 wurde der Bahnhof Hindenburgdamm mit einem mechanischen Einheitsstellwerk eröffnet, um die Zugfolge zwischen dem Festland und der Insel Sylt erhöhen zu können; allerdings war dieser als reiner Betriebsbahnhof, also ohne Bahnsteige, ausgeführt. 1970 erreichte das zweite Gleis den Kreuzungsbahnhof, zwei Jahre später ging es bis Morsum weiter. Die Betriebsstelle wurde zur Blockstelle zurückgebaut. Wegen der abgelegenen Lage wurde das Personal mit planmäßigen Betriebshalten von Autozügen gebracht und abgeholt. Seit 1996 wird sie als selbsttätiger Streckenblock ohne Personal betrieben.
Seit 1989 existiert eine Trockentoilette, die in den Spannwerksraum gebaut wurde. Bis heute gibt es im Gebäude kein fließendes Wasser.